# Medaglia del centenario
La medaglia del centenario (ingl. Centenary Medal) è un'onorificenza istituita dal governo australiano nel 2001.
Venne creata per commemorare la Federazione dell'Australia, al centesimo anno dalla fondazione, e per premiare le persone che danno un contribuito alla società australiana e al suo governo.
Le candidature sono esaminate da una giuria, presieduta dallo storico Geoffrey Blainey.